# Кошка (телесериал, 2014)
«Кошка» (исп. La gata) — мексиканский теленовелла 2014 года, производства продюсера Натали Лартильё для киностудии «Televisa», в главных ролях Майте Перрони, Дэниэл Аренас, Эрика Буэнфиль, Лаура Сапата и Мануэль Охеда. Это была ремейком венесуэльской теленовеллы «Кошка» и выходившая в эфир с 5 мая по 19 октября 2014 года на «Canal de las Estrellas».

## В ролях

### Основной
- Майте Перрони — Эсмеральда Крус
- Дэниэл Аренас[исп.] — Пабло Мартинес Негрете
- Эрика Буэнфиль — Фела / Бланка-Рафаэла-де-ла-Санта-Крус
- Лаура Сапата — Лоренца-де-Мартинес-Негрете
- Мануэль Охеда — Фернандо-де-ла-Санта-Крус

### Вторичный
- Хорхе Поса — Мариано Мартинес Негрете
- Моника Санчес — Гисела Сиенфуэгос
- Марсело Кордоба — Хавьер Пеньюэла
- Пилар Пельисер — Рита Олеа Перес
- Летисия Пердигон — Летиция
- Хуан Вердуско — Агустин Мартинес Негрете
- Сокорро Бонилья — Мерседес Рейес
- Карлос Бонавидес — Доменико Альмонте
- Палома Руис де Альда — Моника Элисальде Кастаньеда
- Марилус Бермудес — Вирхиния Мартинес Негрете
- Пьер Луи — Карлос
- Янис Герреро — Дамиан Рейес
- Рикардо Баранда — Гарабато / Виктор де ла Фуэнте
- Рут Росас — Дорила
- Люпита Лара — Эухения Кастаньеда де Элисальде
- Люпита Лара Роблес Хиль — Инес
- Хорхе Альберто Боланьос — Омар
- Лауринне Куаку — Вероника
- Маурисио де Монтельяно — Рэй
- Хесус Карус — Билли
- Иван Пениче — Антонио
- Хайме Пуга — Касимиро

## Награды и номинации
| Год  | Награда                  | Категория             | Получатель        | Результат |
| ---- | ------------------------ | --------------------- | ----------------- | --------- |
| 2015 | 33rd TVyNovelas (0 из 4) | Лучшая актриса        | Майте Перрони     | Номинация |
| 2015 | 33rd TVyNovelas (0 из 4) | Лучший актер          | Дэниэл Аренас     | Номинация |
| 2015 | 33rd TVyNovelas (0 из 4) | Лучший ролей актер    | Патрисио Кастильо | Номинация |
| 2015 | 33rd TVyNovelas (0 из 4) | Лучший первым актером | Мануэль Охеда     | Номинация |

Кроме этой премии телесериал был номинирован на премии: Juventud (0 из 2), Kids Choice Awards México (0 из 1), People en Español (0 из 5), TV Adicto Golden Awards (2 из 2).